# Du côté de chez Swann
 (juillet 2018).
Si vous disposez d'ouvrages ou d'articles de référence ou si vous connaissez des sites web de qualité traitant du thème abordé ici, merci de compléter l'article en donnant les références utiles à sa vérifiabilité et en les liant à la section « Notes et références ».
Pour les articles homonymes, voir Swann.
Pour la chanson de Dave sortie en 1975, voir Du côté de chez Swann (chanson).
Du côté de chez Swann est le premier volume du roman de Marcel Proust, À la recherche du temps perdu. Il est composé de trois parties, dont les titres sont : 

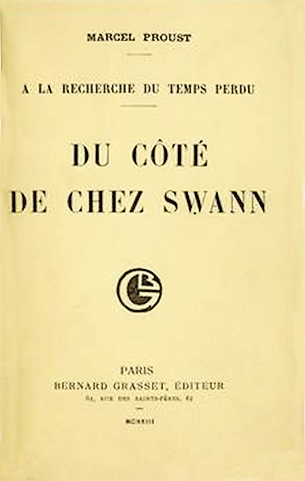
À la recherche du temps perdu, Du côte de chez Swann, édition 1913 aux éditions Bernard Grasset à compte d'auteur. En 1917, Proust passe chez Gallimard.

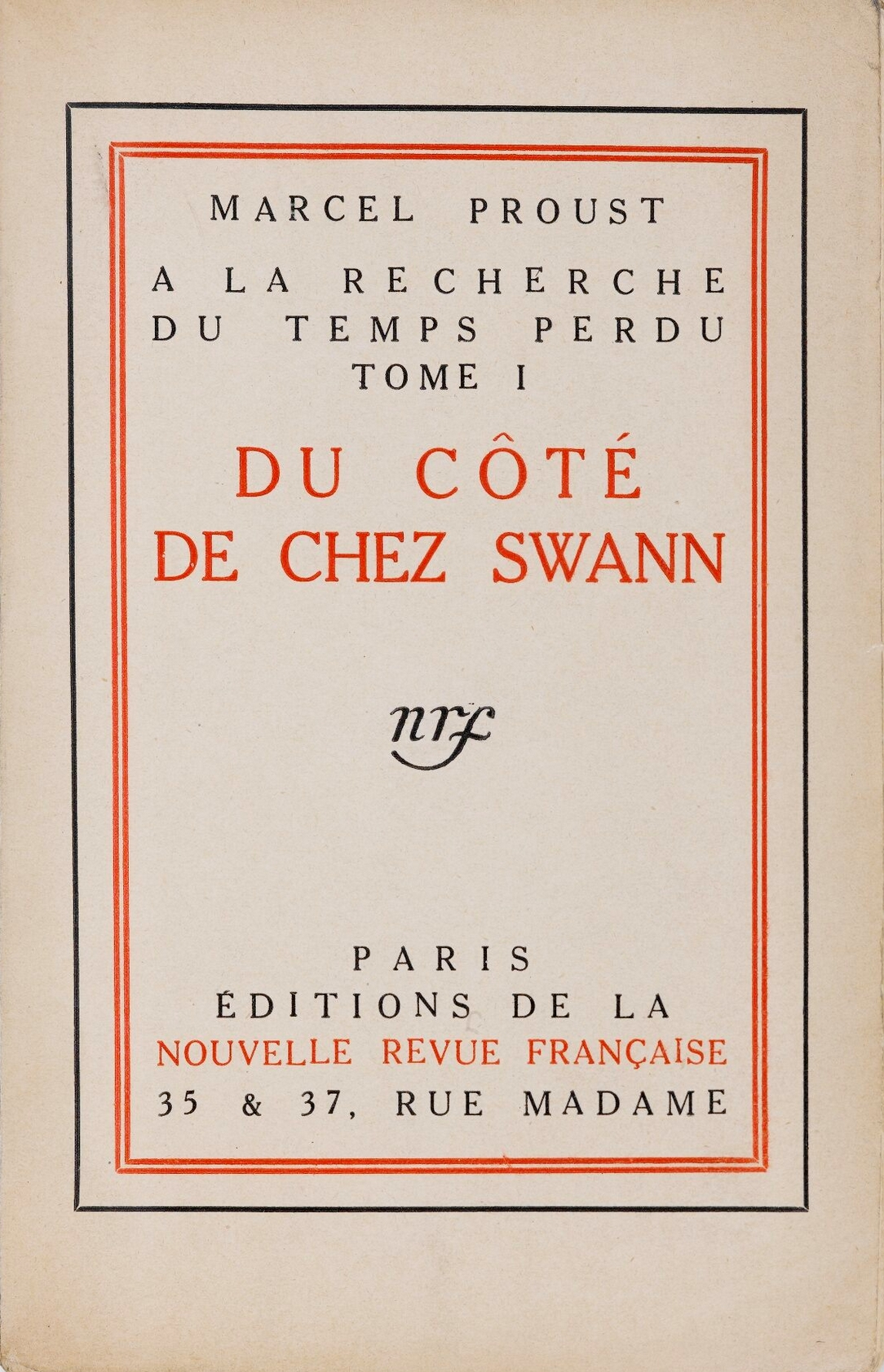
À la recherche du temps perdu, Du côte de chez Swann, édition 1917 aux éditions Gallimard. Gaston Gallimard a racheté le reliquat publié par Grasset et changé la couverture avant de lancer une nouvelle impression.

- Combray ;
- Un amour de Swann ;
- Noms de pays : le nom.

## Publication
Proust commence à rédiger Combray de façon suivie fin mai, début juin 1909. Quatre extraits de Combray parurent dans Le Figaro entre mars 1912 et mars 1913. Le premier tome de La Recherche fut refusé par plusieurs éditeurs, dont les Éditions de la Nouvelle Revue française, avant d'être publié par Bernard Grasset, dans sa maison, à compte d'auteur le 14 novembre 1913.

## Combray
Dans Combray, le narrateur raconte son enfance à Combray, sa relation avec sa mère dont il réclame la présence le soir avant de se coucher. Selon Antoine Compagnon, "Combray, c’est en quelque sorte l’enfance perverse, celle-là même dont parle Freud, contemporain de l’auteur". Il évoque ses premières lectures, notamment François le Champi de George Sand. On voit se dessiner l'univers culturel et affectif d'un personnage dont on va suivre la vie et l'évolution pendant le reste de la Recherche. C'est aussi dans « Combray » qu'apparaît le personnage de Swann et c'est dans cette partie de l'ouvrage, que naît la fascination du narrateur pour les Guermantes qui ne le quittera qu'une fois qu'il aura pénétré ce milieu qui lui semble si inaccessible et merveilleux.

### L'ouverture et les différents «je»
Longtemps, je me suis couché de bonne heure, le célèbre incipit de la Recherche est énoncé par un narrateur (premier « je ») insomniaque qui se remémore les différentes chambres à coucher de son existence. Il évoque ainsi les souvenirs de Combray (vécus par un deuxième « je », celui du héros), lieu de villégiature de son enfance. Souvenirs tous issus de la mémoire volontaire, c'est-à-dire la mémoire de l'intelligence, celle qui donne sur le passé des renseignements qui ne conservent rien de lui.
Le « je » du narrateur fait l'ouverture et la fermeture de « Combray » (mais de la Recherche aussi bien), il convoque le « je » du héros aux différentes époques de sa vie. Époques qui rentreront brusquement en correspondance lors des expériences répétées de mémoire involontaire vécues dans Le Temps retrouvé, desquelles émergera le « je » intemporel de l'auteur-narrateur.

### Mémoire volontaire et mémoire involontaire
C'est à l'occasion de la célèbre scène de la madeleine que le héros, à une époque bien plus tardive que celle du récit principal de Combray, va vivre sa première expérience de mémoire involontaire.
Dès qu'il eut reconnu le goût du morceau de madeleine trempé dans le tilleul que lui donnait jadis sa tante à Combray, des pans entiers de sa mémoire ressuscitent, « comme dans ce jeu où les Japonais s’amusent à tremper dans un bol de porcelaine rempli d’eau, de petits morceaux de papier jusque-là indistincts qui, à peine y sont-ils plongés s’étirent, se contournent, se colorent, se différencient, deviennent des fleurs, des maisons, des personnages consistants et reconnaissables ».
Le passage en question va comme suit : « Et tout d'un coup le souvenir m'est apparu. Ce goût c'était celui du petit morceau de madeleine que le dimanche matin, à Combray (parce que ce jour-là je ne sortais pas avant l'heure de la messe), quand j'allais lui dire bonjour dans sa chambre, ma tante Léonie m'offrait après l'avoir trempé dans son infusion de thé ou de tilleul. La vue de la petite madeleine ne m'avait rien rappelé avant que je n'y eusse goûté ; peut-être parce que, en ayant souvent aperçu depuis, sans en manger, sur les tablettes des pâtissiers, leur image avait quitté ces jours de Combray pour se lier à d'autres plus récents ; peut-être parce que de ces souvenirs abandonnés si longtemps hors de la mémoire, rien ne survivait, tout s'était désagrégé ; les formes - et celle aussi du petit coquillage de pâtisserie, si grassement sensuel, sous son plissage sévère et dévot - s'étaient abolies, ou, ensommeillées, avaient perdu la force d'expansion qui leur eût permis de rejoindre la conscience. Mais, quand d'un passé ancien rien ne subsiste, après la mort des êtres, après la destruction des choses, seules, plus frêles mais plus vivaces, plus immatérielles, plus persistantes, plus fidèles, l'odeur et la saveur restent encore longtemps, comme des âmes, à se rappeler, à attendre, à espérer, sur la ruine de tout le reste, à porter sans fléchir, sur leur gouttelette presque impalpable, l'édifice immense du souvenir. »
L'auteur se consacre alors au récit de la vie de la famille du narrateur, de ses domestiques et des habitants de Combray, donnant lieu à des peintures de personnages pleins d'humour (le snobisme de l'ingénieur Legrandin, la cruauté de Françoise envers la fille de cuisine...).

### Le côté de Méséglise ou de chez Swann et le côté de Guermantes
Le narrateur évoque ensuite les promenades quotidiennes effectuées du côté de Méséglise (ou de chez Swann) lorsque le temps était incertain, et du côté de Guermantes lorsque le beau temps le permettait. Ces deux côtés sont les gisements profonds de mon sol mental.
Le côté de Méséglise est associé au mauvais temps. C'est le côté des odeurs, surtout celle des aubépines que le narrateur apprécie énormément jusqu'à verser des larmes en leur disant adieu ; du désir charnel, et de l'échec de l'intelligence. Cherchant à exprimer son ravissement devant la mare de Monjouvain, le héros ne parvient qu'à une éjaculation verbale « zut ! zut ! zut ! ». C'est de ce côté qu'il observe la scène de saphisme et de sadisme entre la fille de Vinteuil et son amie ; c'est de ce côté que Gilberte Swann lui adresse un geste obscène.
Le côté de Guermantes est associé au beau temps, au désir de vie mondaine (il rêve de pouvoir fréquenter un jour la duchesse de Guermantes) et à l'intelligence des sensations. C'est du côté de Guermantes que le héros réussira pour la première fois à écrire un court passage sur les clochers de Martinville, le plaisir d'écrire décuplant le plaisir de l'observation. Ce succès restera isolé jusqu'au Temps retrouvé.

## Un amour de Swann
Un amour de Swann est un roman dans l'œuvre. Il s'agit d'un retour en arrière dans la vie de Charles Swann. Sa fréquentation chez les Verdurin de celle qui sera sa femme, Odette, et surtout sa jalousie maladive sont les thèmes de cette partie. Comme le reste de l'œuvre, la narration se fait à la première personne, mais puisque les évènements décrits se déroulent avant la naissance du narrateur, celui-ci raconte forcément le récit à la troisième personne. Et bien qu'à deux reprises,p.291 et 292, le narrateur utilise « je » en se rappelant les faits de ses relations avec Odette et Swann, cette partie du roman tient tout de même une place à part dans la Recherche. Il n'en reste pas moins que les thèmes (l'amour, la jalousie, l'art, la critique des milieux bourgeois et de la noblesse) et les personnages (les Verdurin, Swann, Odette) se retrouvent plus tard et qu'Un amour de Swann est bien une des pierres de l'édifice et non pas seulement une pause dans la narration.

## Noms de pays: le nom
« Noms de pays : le nom » évoque les rêveries du narrateur, ses envies de voyage, lui à qui la maladie interdit jusqu'à une sortie au théâtre. C'est donc à travers les horaires des trains qu'il voit Balbec et surtout Venise. À cette partie fait écho la partie « Noms de pays : le pays » de À l'ombre des jeunes filles en fleurs. Ce parallélisme souligne la déception naissant de la confrontation du rêve à la réalité brute. Seul l'art est capable de réenchanter les paysages et de les rendre à la hauteur des espérances du narrateur (par exemple, les peintures de Balbec par Elstir dans À l'ombre des jeunes filles en fleurs).

## Références artistiques et culturelles dans le roman

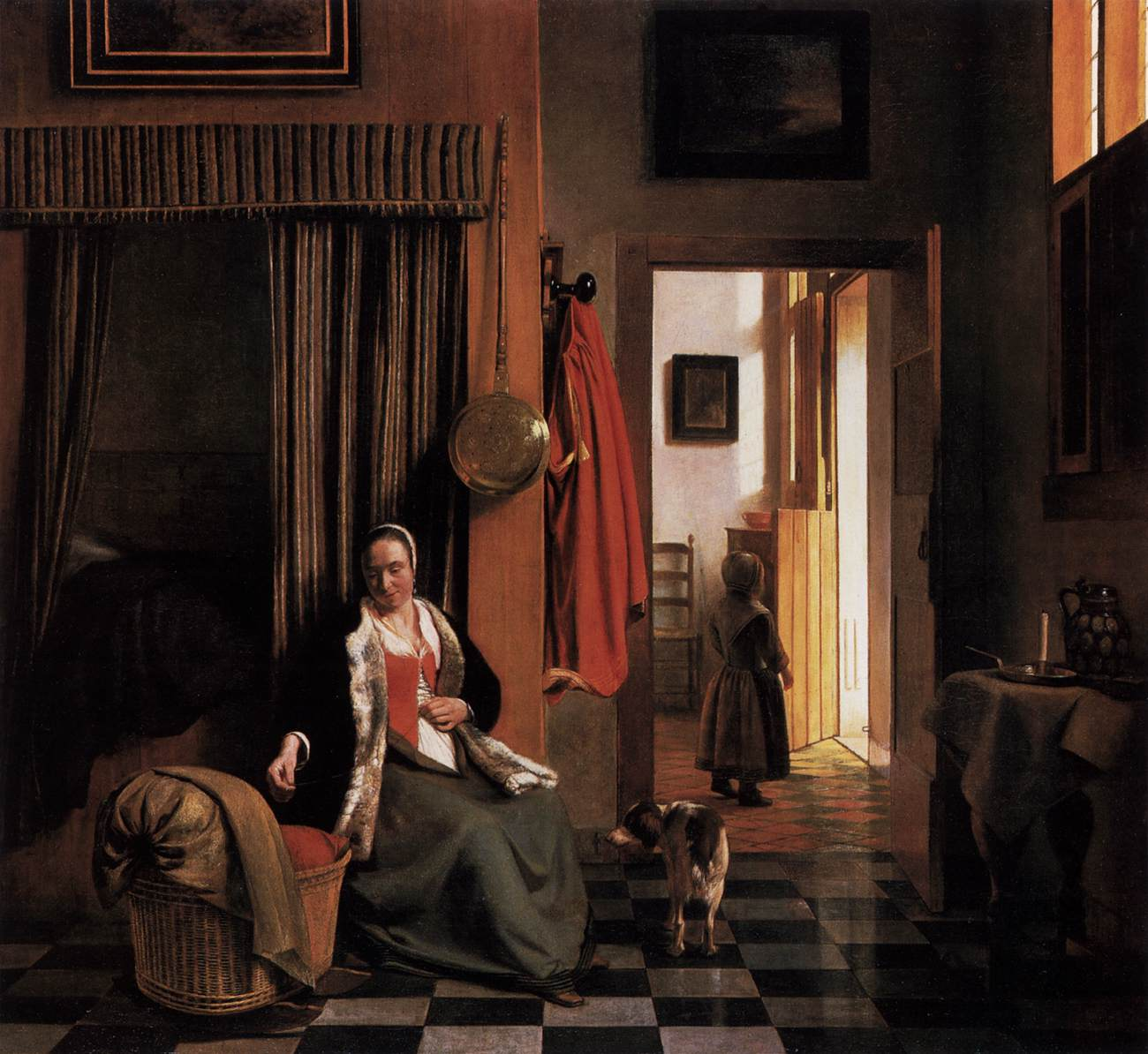
"comme dans ces tableaux de Pieter de Hooch qu'approfondit le cadre étroit d'une porte entr'ouverte", à propos de la sonate de Vinteuil

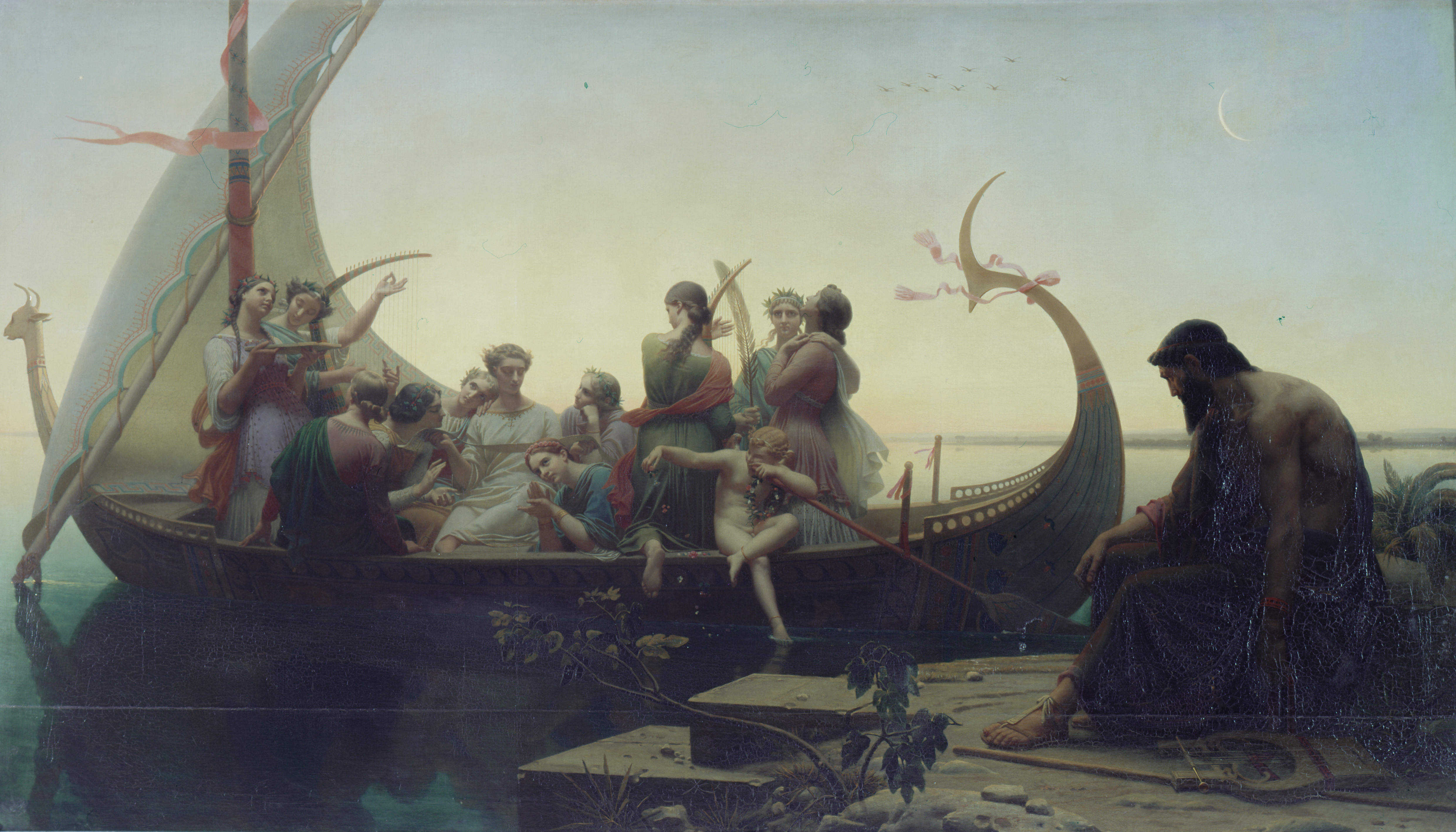
"un paysage de Gleyre, où elle [la lune] découpe nettement sur le ciel une faucille d'argent"

### Botanique

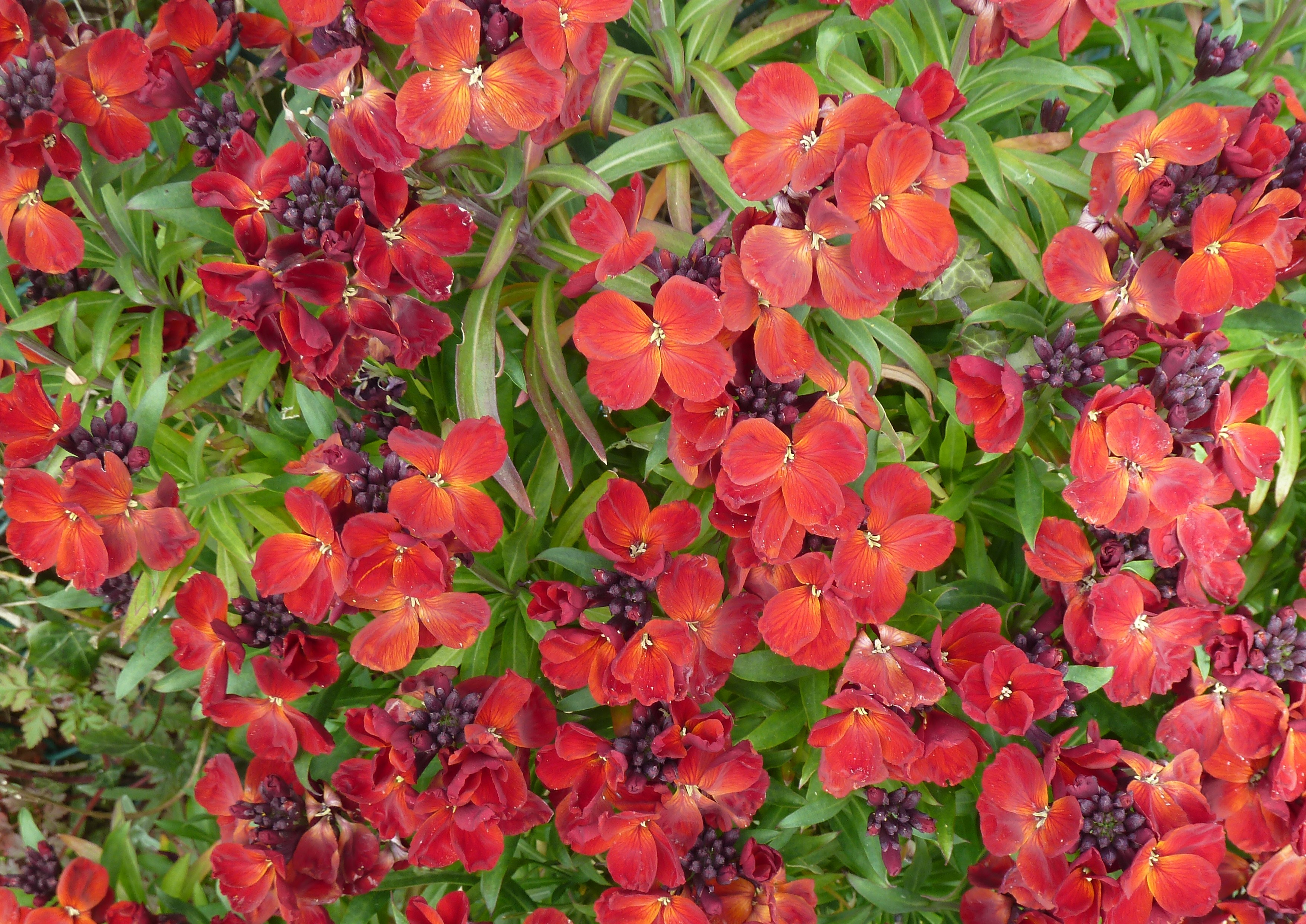
Giroflées